# Colopea malayana
Colopea malayana is een spinnensoort uit de familie Stenochilidae. De soort komt voor in Thailand, Maleisië en Singapore.